# Plebejus turensis
Plebejus turensis är en fjärilsart som beskrevs av Rühl 1895. Plebejus turensis ingår i släktet Plebejus och familjen juvelvingar. Inga underarter finns listade i Catalogue of Life.